# Шкапово – Ішимбай – Магніторськ
Шкапово – Ішимбай – Магніторськ – газопровід у Башкортостані та Челябінській області.
Трубопровід діаметром 500 мм з робочим тиском 5,5 МПа ввели в дію у 1958 році для поставок товарного газу зі Шкаповського газопереробного заводу. Газопровід перетнув Уральські гори, 48 річок та 15 болот. Загальна довжина системи склала 401 км, з яких на ділянку Шкапово – Ішимбай припадало 137 км. У Магнітогорську головним споживачем мав бути Магнітогорський металургійний комбінат, крім того, в районі Ішимбаю отримувати ресурс могли нафтопереробний завод і Салаватська ТЕЦ.
В 1964-му ввели в дію відгалуження до Білорецького металургійного комбінату, при цьому перед тим система отримала додатковий ресурс з газопроводу Кумертау – Ішимбай.
Вже у другій половині 1960-х режим використання трубопроводу змінився на реверсний, оскільки до Магнітогорську по трубопроводу Картали – Магнітогорськ подали блакитне паливо узбецького (наразі поставки припинені) та західносибірського походження. Водночас, виникла можливість передавати ресурс до газопроводу Ішимбай – Уфа.